# Gerichtsorganisation (Vatikanstadt)
Koordinaten: 41° 54′ 5″ N, 12° 27′ 8″ O

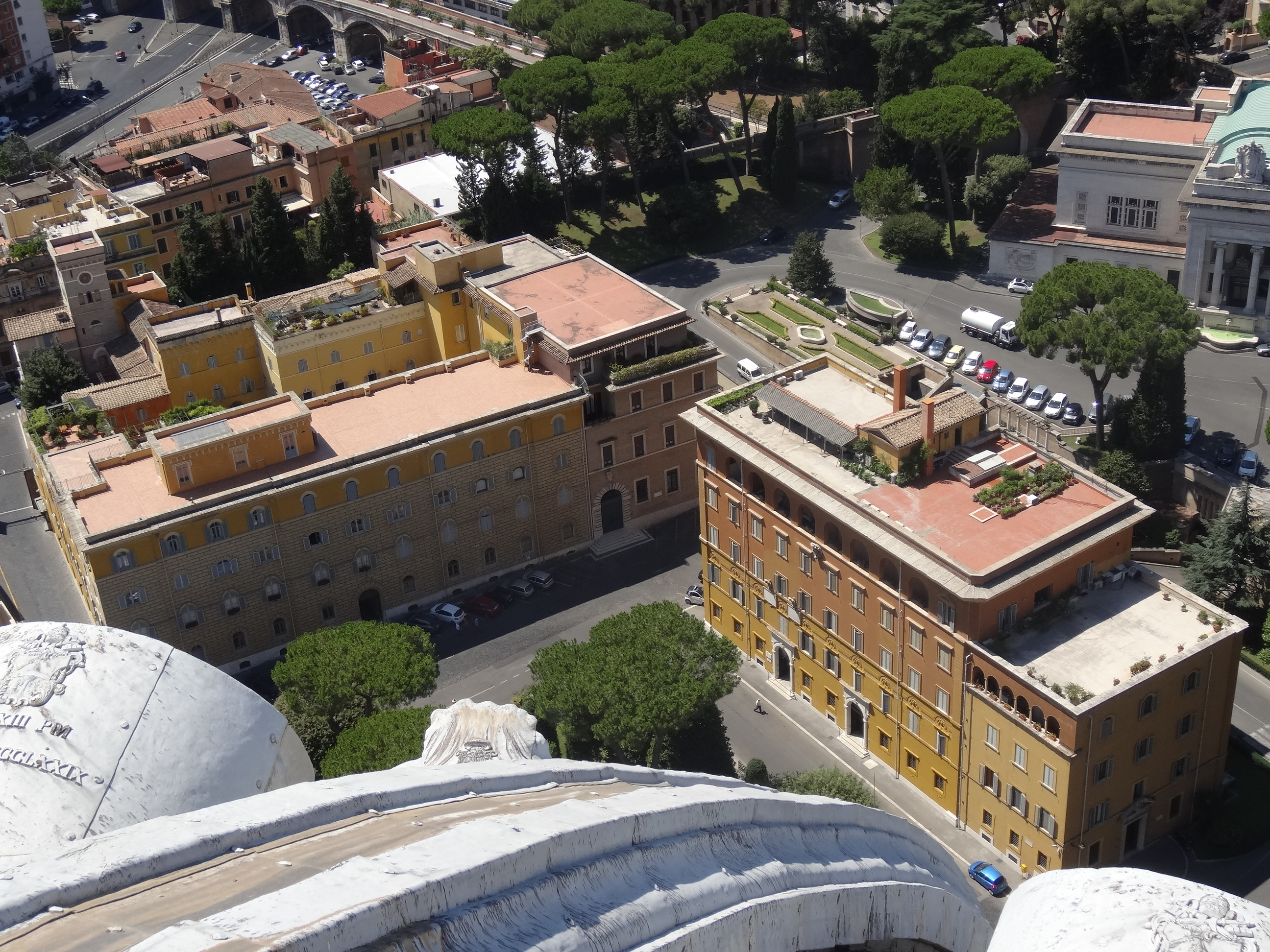
Palazzo del Tribunale (rechts)

Die Gerichte des Vatikanstaates üben die weltliche Gerichtsbarkeit im Staat der Vatikanstadt aus.
Ihr Aufbau ist dreistufig und gliedert sich in Gericht, Appellationshof und Kassationshof, die alle im Palazzo del Tribunale an der Piazza Santa Marta ansässig sind. Ihre Entscheidungen ergehen im Namen des Papstes als Staatsoberhaupt. Die Richter sind während ihrer Amtszeit kraft Amtes Bürger des Staates der Vatikanstadt.
Zur Vertretung des öffentlichen Interesses besteht daneben das Amt des Justizpromotors.

## Geschichte
Nach dem Ende der Gerichte des Kirchenstaates gab es ab 1882 einen Vorgänger der vatikanischen Gerichte. 1929 wurde infolge der Lateranverträge das Gericht erster Instanz errichtet. Das Gericht war ab 1932 in begrenztem Umfang und abweichender Besetzung auch für Kirchensachen in der Vatikanstadt zuständig, bis 1987 ein eigenes Kirchengericht für die Vatikanstadt errichtet wurde. Als weitere Instanzen fungierten zunächst die Römische Rota bzw. die Apostolische Signatur, ab der Gerichtsordnung von 1946 dann Appellations- und Kassationshof. Neue Gerichtsordnungen wurden 1987 und 2020 erlassen. Der Einzelrichter (italienisch Giudice unico) wurde 2020 in das Gericht integriert.

## Anzuwendendes Recht
Die Gerichte wenden das im Rechtsquellengesetz skizzierte vatikanische Recht an, das großteils italienische Regelungen übernimmt. Das Prozessrecht bilden hauptsächlich
- das eigenständige vatikanische Zivilprozessgesetzbuch von 1946[10] (Art. 5 des Rechtsquellengesetzes) und

| Codice di procedura civile dello Stato della Città del Vaticano del 1 maggio 1946 | Codice di procedura civile dello Stato della Città del Vaticano del 1 maggio 1946 | Codice di procedura civile dello Stato della Città del Vaticano del 1 maggio 1946 | Codice di procedura civile dello Stato della Città del Vaticano del 1 maggio 1946 | C.p.c. italiano 1940 |
| Libro primo                                                                       | Artt.                                                                             | Del processo di cognizione | Erkenntnisverfahren | C.p.c. italiano 1940 |
| --------------------------------------------------------------------------------- | --------------------------------------------------------------------------------- | --- | --- | -------------------- |
| Titolo I                                                                          | 01–047                                                                            | Delle parti e dei difensori | Parteien und Bevollmächtigte | 075–098              |
| Titolo II                                                                         | 048–075                                                                           | Del giudice | Gericht | 01–068               |
| Titolo III                                                                        | 076–143                                                                           | Delle prove | Beweis | 191–266              |
| Titolo IV                                                                         | 144–148                                                                           | Degli atti processuali | Verfahrenshandlungen | 121–162              |
| Titolo V                                                                          | 197–214                                                                           | Delle sospensione, interruzione, cessazione del procedimento, e del termine entro il quale deve compiersi | Aussetzung, Unterbrechung, Einstellung des Verfahrens und die Frist für dessen Abschluss | 295–310              |
| Titolo VI                                                                         | 215–321                                                                           | Del procedimento nei giudizi avanti al tribunale di prima istanza | Urteilsverfahren vor dem Gericht erster Instanz | 163–294              |
| Titolo VII                                                                        | 322–333                                                                           | Del procedimento avanti al giudice unico | Verfahren vor dem Einzelrichter | 311–322              |
| Titolo VIII                                                                       | 334–349 350–370 371–413 414–422 423–424 425–430                                   | Dei mezzi per impugnare le sentenze e le ordinanze, e dei rimedi contre la nullità delle sentenze Disposizioni generali Dell'appello Del ricorso per cassazione Della domanda per revocazione Della querela di nullità Dell'opposizione dei terzo | Anfechtung der Urteile und Beschlüsse sowie Rechtsmittel gegen die Nichtigkeit der Urteile Allgemeine Bestimmungen Berufung Kassationsrekurs Antrag auf Wiederaufnahme Nichtigkeitsbeschwerde Drittwiderspruch | 323–408              |
|                                                                                   |                                                                                   | | |                      |
| Libro secondo                                                                     | Artt.                                                                             | Del processo de esecuzione | Vollstreckungsverfahren | C.p.c. italiano      |
| Titolo I                                                                          | 431–435                                                                           | Delle parti | Parteien | 474–632              |
| Titolo II                                                                         | 436–445                                                                           | Dell'ufficio esecutivo | Vollstreckungsamt | 474–632              |
| Titolo III                                                                        | 446–490                                                                           | Dell'esecuzione in generale | Vollstreckung im Allgemeinen | 474–632              |
| Titolo IV                                                                         | 491–510                                                                           | Della concessione dell'esecuzione | Zulassung der Vollstreckung | 474–632              |
| Titolo V                                                                          | 511–518                                                                           | Della esecuzione per la consegna di cose determinate o determinabili | Vollstreckung wegen Herausgabe bestimmter oder bestimmbarer Sachen | 474–632              |
| Titolo VI                                                                         | 519–652                                                                           | Della esecuzione per crediti in denare | Vollstreckung wegen Geldforderungen | 474–632              |
| Titolo VII                                                                        | 653–660                                                                           | Della esecuzione di una obligazione di fare o non fare | Vollstreckung einer Verpflichtung zur Handlung oder Unterlassung | 474–632              |
| Titolo VIII                                                                       | 661–670                                                                           | Dei giudizi relativi all'esecuzione | Urteile betreffend die Vollstreckung | 474–632              |
| Titolo IX                                                                         | 671–680                                                                           | Della suspensione, della interruzione e della cessazione del procedimento esecutivo | Aussetzung, Unterbrechung und Einstellung des Vollstreckungsverfahrens | 474–632              |
| Titolo X                                                                          | 681–685                                                                           | Della pubblicità dell'inadempimento | Bekanntmachung der Nichterfüllung | 474–632              |
| Titolo XI                                                                         | 686–695                                                                           | Dei reati in materia di esecuzione | Straftaten auf dem Gebiet der Vollstreckung | 474–632              |
|                                                                                   |                                                                                   | | |                      |
| Libro terzo                                                                       | Artt.                                                                             | Dei procedimenti speciali | Besondere Verfahren | C.p.c. italiano      |
| Titolo I                                                                          | 696–719                                                                           | Del giudizio per arbitri | Schiedsrichterliches Verfahren | 806–831              |
| Titolo II                                                                         | 720–739                                                                           | Del decreto ingiunzionale | Mahnbescheid | 633–656              |
| Titolo III                                                                        | 740–745                                                                           | Delle sentenze straniere | Ausländische Urteile | 796–805              |
| Titolo IV                                                                         | 746–764                                                                           | Dei giudizi per lo scioglimento di comunioni | Verfahren zur Auseinandersetzung | 784–791              |
| Titolo V                                                                          | 765–775                                                                           | Dei giudizio per il rendimento di conti | Verfahren zur Rechnungslegung |                      |
| Titolo VI                                                                         | 776–859                                                                           | Della volontaria giurisdizione | Freiwillige Gerichtsbarkeit | 721–783              |
| Titolo VII                                                                        | 860–870                                                                           | Dei procedimento per l'interdizione e per l'inabilitazione | Verfahren zur Entmündigung und Beschränkung der Geschäftsfähigkeit | 712–720              |
| Titolo VIII                                                                       | 871–879                                                                           | Dei procedimenti relativi all'ammortamento di cambiali e di altri titoli di credito | Verfahren zur Tilgung von Wechseln und anderen Kreditinstrumenten |                      |
| Titolo IX                                                                         | 880–893                                                                           | Del procedimento per l'offerta reale e per il deposito | Verfahren des dinglichen Angebots und der Hinterlegung |                      |
| Titolo X                                                                          | 894–920                                                                           | Del processo cautelare | Sicherungsverfahren | 670–705              |
| Titolo XI                                                                         | 921–924                                                                           | Del procedimento per il volontario tentativo di conciliazione | Verfahren des freiwilligen Schlichtungsversuchs | 185                  |
- das alte italienische Strafprozessgesetzbuch von 1913[11] nach dem Stand von 1929 mit späteren vatikanischen Änderungen[12] (Art. 8 des Rechtsquellengesetzes).

| Codice di procedura penale del 27 febbraio 1913 | Codice di procedura penale del 27 febbraio 1913 | Codice di procedura penale del 27 febbraio 1913                                                          | Codice di procedura penale del 27 febbraio 1913                                                                             |
| Libro primo                                     | Artt.                                           | Disposizioni generali                                                                                    | Allgemeine Bestimmungen |
| ----------------------------------------------- | ----------------------------------------------- | --- | --- |
| Titolo I                                        | 01–013                                          | Delle azioni che hanno causa nel reato                                                                   | Klagen, die aus der Tat entstehen                                                                                           |
| Titolo II                                       | 014–052                                         | Del giudice                                                                                              | Gericht |
| Titolo III                                      | 053–082                                         | Delle parti e dei difensori                                                                              | Parteien und Verteidiger |
| Titolo IV                                       | 083–148                                         | Degli atti processuali                                                                                   | Verfahrenshandlungen |
|                                                 |                                                 | | |
| Libro secondo                                   | Artt.                                           | Dell'istruzione                                                                                          | Ermittlungsverfahren |
| Titolo I                                        | 149–186                                         | Degli atti iniziali                                                                                      | Einleitende Handlungen |
| Titolo II                                       | 187–276                                         | Dell'istruzione formale                                                                                  | Förmliches Ermittlungsverfahren                                                                                             |
| Titolo III                                      | 277–294                                         | Dell'istruzione sommaria                                                                                 | Summarisches Ermittlungsverfahren                                                                                           |
| Titolo IV                                       | 295–297                                         | Della riapertura dell'istruzione                                                                         | Wiedereröffnung des Ermittlungsverfahrens                                                                                   |
| Titolo V                                        | 298–302                                         | Del decreto penale                                                                                       | Strafbefehl |
| Titolo VI                                       | 303–341                                         | Della libertà personale dell'imputato                                                                    | Persönliche Freiheit des Angeklagten                                                                                        |
| Titolo VII                                      | 342–350                                         | Dei mezzi di impugnazione                                                                                | Rechtsmittel |
|                                                 |                                                 | | |
| Libro terzo                                     | Artt.                                           | Del giudizio                                                                                             | Urteilsverfahren |
| Titolo I                                        | 351–372                                         | Degli atti preliminari                                                                                   | Vorbereitende Handlungen |
| Titolo II                                       | 373–476                                         | Del giudizio di prima cognizione                                                                         | Urteilsverfahren erster Instanz                                                                                             |
| Titolo III                                      | 477–496 497–499 500–537 538–553                 | Del giudizio sulle impugnazioni Dell'appello Dell'opposizione Del ricorso per cassazione Della revisione | Urteilsverfahren der Rechtsmittelinstanz Berufung Widerspruch Kassationsrekurs (dt. Revision) Revision (dt. Wiederaufnahme) |
|                                                 |                                                 | | |
| Libro quarto                                    | Artt.                                           | Della esecuzione e di alcuni procedimenti speciali                                                       | Vollstreckung und einige besondere Verfahren                                                                                |
| Titolo I                                        | 554–560                                         | Regole generali sulla esecuzione                                                                         | Allgemeine Vorschriften für die Vollstreckung                                                                               |
| Titolo II                                       | 561–598                                         | Della esecuzione per gli effetti penali                                                                  | Vollstreckung strafrechtlicher Wirkungen                                                                                    |
| Titolo III                                      | 599–617                                         | Della esecuzione per gli effetti civili                                                                  | Vollstreckung zivilrechtlicher Wirkungen                                                                                    |
| Titolo IV                                       | 618–634                                         | Del casellario giudiziale e della riabilitazione dei condannati                                          | Strafregister und Rehabilitierung Verurteilter                                                                              |
| Titolo V                                        | 635–653                                         | Dei rapporti giurisdizionali tra le autorità dello Stato e le straniere                                  | Justizielle Beziehungen zwischen Behörden des Staates und ausländischen                                                     |

## 1. Stufe: Gericht
Das Gericht (italienisch Tribunale dello Stato della Città del Vaticano; Art. 6 ff. der Gerichtsordnung 2020) bildet die Eingangsinstanz, sofern keine Sonderzuständigkeit von Appellations- oder Kassationshof gegeben ist (siehe unten). Es besteht aus dem Präsidenten und vier ordentlichen Richtern; daneben können weitere Richter berufen werden. Es verhandelt in Kollegien aus drei Richtern, wenn nicht der Einzel-, Ermittlungs-, Zivilvollstreckungs- oder Strafvollstreckungsrichter zuständig ist.

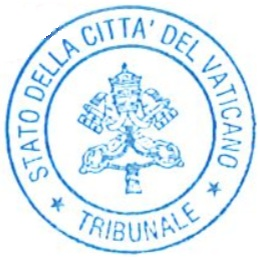
Siegel des Gerichts

### Präsidenten
- 1929–1943 Paolo Pericoli
- 1943–1965 Giovanni Carrara
- 1966–1993 Pio Ciprotti[13]
- 1994–2019 Giuseppe Dalla Torre
- 2019–2024 Giuseppe Pignatone
- 2025–0000 Venerando Marano[14]

### Statistik
| Verfahrensstatistik | Verfahrensstatistik        | Verfahrensstatistik                                     | Durchschnitt 1972 bis 2002 | 2003 |
| ------------------- | -------------------------- | ------------------------------------------------------- | -------------------------- | ---- |
| Zivilsachen         | Einzelrichter              | freiwillige Gerichtsbarkeit                             | 257,8                      | 308  |
| Zivilsachen         | Gericht                    | streitige Gerichtsbarkeit                               | 5,3                        | 21   |
| Zivilsachen         | Gericht                    | freiwillige Gerichtsbarkeit, internationale Rechtshilfe | 90,0                       | 119  |
| Zivilsachen         | Justizpromotor             | streitige Gerichtsbarkeit                               | 0,8                        | 3    |
| Zivilsachen         | Justizpromotor             | internationale Rechtshilfe                              | 191,0                      | 116  |
| Zivilsachen         | Zivilsachen insgesamt      | Zivilsachen insgesamt                                   | 544,9                      | 567  |
| Strafsachen         | Einzelrichter              | Einzelrichter                                           | 260,3                      | 125  |
| Strafsachen         | Gericht                    | Strafverfahren                                          | 163,5                      | 197  |
| Strafsachen         | Gericht                    | internationale Rechtshilfe                              | 24,5                       | 4    |
| Strafsachen         | Justizpromotor             | Justizpromotor                                          | 185,3                      | 243  |
| Strafsachen         | Strafsachen insgesamt      | Strafsachen insgesamt                                   | 633,6                      | 569  |
| Hilfstätigkeiten    | Notar                      | Notar                                                   | 5,2                        | 9    |
| Hilfstätigkeiten    | Gerichtsbeamte             | Gerichtsbeamte                                          | 390,3                      | 289  |
| Hilfstätigkeiten    | Hilfstätigkeiten insgesamt | Hilfstätigkeiten insgesamt                              | 395,5                      | 298  |
| Verfahren insgesamt | Verfahren insgesamt        | Verfahren insgesamt                                     | 1574                       | 1434 |

## 2. Stufe: Appellationshof
Der Appellationshof (italienisch Corte d’appello dello Stato della Città del Vaticano; Art. 14 ff. der Gerichtsordnung 2020) steht auf der zweiten Stufe des Gerichtssystems. Er besteht aus dem Präsidenten, mindestens drei ordentlichen und ggf. weiteren Richtern und verhandelt in Kollegien aus drei Richtern. Präsident ist regelmäßig, seit 1988 aber nicht mehr notwendig der Dekan der Römischen Rota.
Von 1948 bis 2018 waren beim Appellationshof nach seinem Allgemeinen Register (Ruolo Generale) 110 Zivil-, Arbeits- und Disziplinarsachen anhängig (die Zahl der Strafsachen im Ruolo Generale Penale lässt sich nicht genau ermitteln, da für Strafsachen in jedem Zugangsjahr eine neue Zählung beginnt). Ein erheblicher Teil davon betrifft die Anerkennung ausländischer, insbesondere italienischer Entscheidungen, wofür der Appellationshof eine Sonderzuständigkeit hat und über die er durch Beschluss (Ordinanza) befindet.

### Sonderzuständigkeiten
- Anerkennung ausländischer Entscheidungen (Art. 740 bis 745 des vatikanischen Zivilprozessgesetzbuchs von 1946)[10]
- Rekurse gegen Entscheidungen der Disziplinarkommission (Art. 66 des Allgemeinen Reglements für das Personal des Governatorats der Vatikanstadt von 2010)[19]
- 1994–2009: Rekurse gegen Entscheidungen des Versöhnungs- und Schlichtungskollegiums des Amts für Arbeitsangelegenheiten (Art. 12 des Statuts des Amts für Arbeitsangelegenheiten von 1994)[20]

### Präsidenten
(siehe auch Römische Rota #Dekane)
- 1999–2003 Francesco Bruno
- 2003–2006 Raffaello Funghini
- 2007–2012 José María Serrano Ruiz
- 2012–2021 Pio Vito Pinto
- 2021–0000 Alejandro Arellano Cedillo[21]

## 3. Stufe: Kassationshof
Der Kassationshof (italienisch Corte di cassazione dello Stato della Città del Vaticano; Art. 19 ff. der Gerichtsordnung 2020; siehe auch Kassation) bildet die dritte Stufe des Gerichtssystems. Er besteht grundsätzlich aus dem Präfekten der Apostolischen Signatur als Präsidenten, zwei weiteren Kardinälen jenes kirchlichen Gerichts und zwei oder mehr weiteren Richtern. Seit 2024 ist Präsident jedoch der Kardinalkämmerer Kevin Farrell.
Beispiel eines Urteils des Kassationshofs: 5/07 RGP, Urteil vom 21. Mai 2008 (schwerer Betrug, Verfahrensfragen).

### Sonderzuständigkeit
- Disziplinarsachen gegen Anwälte (Art. 28 der Gerichtsordnung von 2020)[8]

### Präsidenten
(siehe auch Apostolische Signatur #Präfekten)
- 1999–2004 Mario Francesco Pompedda
- 2004–2008 Agostino Vallini
- 2008–2014 Raymond Leo Burke
- 2014–2024 Dominique François Joseph Mamberti
- 2024–0000 Kevin Joseph Farrell[23]

## Justizpromotor
Als Vertretung des öffentlichen Interesses und Staatsanwaltschaft ist das Amt des Justizpromotors bzw. Förderers der Gerechtigkeit tätig (italienisch Ufficio del Promotore di Giustizia; Art. 12 f. der Gerichtsordnung 2020). Ihm untersteht auch die Gerichtspolizei des Gendarmeriekorps der Vatikanstadt.

### Amtsinhaber
- 1997–2013 Nicola Picardi (beim Gericht)[24]
- 2013–2022 Gian Piero Milano (bis 2020 beim Gericht)
- 2022–0000 Alessandro Diddi[25]

## Bekannte Strafsachen
- Vatileaks 1.0, Prot. N. 8/12 Reg. Gen. Pen. (Gabriele), Urteil vom 6. Oktober 2012[26]
- Vatileaks 1.0, Prot. N. 19/12 Reg. Gen. Pen. (Sciarpelletti), Urteil vom 10. November 2012[27]
- Vatileaks 2.0, Prot. N. 71/15 Reg. Gen. Pen. (Vallejo Balda), Urteil vom 7. Juli 2016[28]
- Knabenseminar Pio X (Martinelli), Urteil vom 6. Oktober 2021, Berufungsurteil vom 23. Januar 2024[29]
- Ultima Generazione (Goffi/Viero/Zorzini), Urteil vom 12. Juni 2023,[30] bestätigendes Berufungsurteil vom 12. März 2024
- Sloane Avenue, Prot. N. 45/19 Reg. Gen. Pen. (Becciu u. a.), Urteil vom 16. Dezember 2023,[31] Berufung anhängig